# حشره‌خوار آزومی
 حشره‌خوار آزومی (نام علمی: Sorex hosonoi) نام یک گونه از سرده حشره‌خوارهای دم‌دراز است.